# Samuel W. Eager
Samuel Watkins Eager (* 8. April 1789 in Neelytown, New York; † 23. Dezember 1860 in Newburgh, New York) war ein US-amerikanischer Jurist und Politiker. Er vertrat in den Jahren 1830 und 1831 den Bundesstaat New York im US-Repräsentantenhaus.

## Werdegang
Samuel Watkins Eager wurde ungefähr sechs Jahre nach dem Ende des Unabhängigkeitskrieges in Neelytown geboren. Er besuchte die Montgomery Academy in Montgomery und graduierte 1809 am Princeton College. Eager studierte Jura. Seine Zulassung als Anwalt erhielt er 1811 und begann dann in Newburgh zu praktizieren. 1826 zog er nach Montgomery, wo weiter seiner Tätigkeit als Anwalt nachging. Politisch gehörte er der Anti-Jacksonian-Fraktion an. Er wurde am 2. November 1830 im sechsen Wahlbezirk von New York in das US-Repräsentantenhaus in Washington, D.C. gewählt, um dort die Vakanz zu füllen, die durch den Rücktritt von Hector Craig entstand. Da er auf eine Kandidatur für den 22. Kongress verzichtete, welche am selben Tag stattfand, wie die Nachwahl in das US-Repräsentantenhaus, schied er nach dem 3. März 1831 aus dem Kongress aus. Eager kehrte 1836 nach Newburgh zurück, wo er sich literarisch beschäftigte. Er starb dort am 23. Dezember 1860 und wurde auf dem St. George Cemetery beigesetzt. Ungefähr vier Monate später brach der Bürgerkrieg aus.